# Erechthias capnosticta
Erechthias capnosticta är en fjärilsart som beskrevs av Bradley 1962. Erechthias capnosticta ingår i släktet Erechthias och familjen äkta malar.
Artens utbredningsområde är Vanuatu. Inga underarter finns listade i Catalogue of Life.